# Rasfari
Rasfari est une petite île inhabitée des Maldives. Elle dispose d'une tour de télécommunications. 

## Géographie
Rasfari est située dans le centre des Maldives, dans l'Ouest de l'atoll Malé Nord, dans la subdivision de Kaafu. 